# Euphorbia melanadenia
Euphorbia melanadenia — вид рослин із родини молочайних (Euphorbiaceae), зростає у пн.-зх. Мексиці й пд.-зх. США.

## Опис
Це багаторічна трава. Кореневище від помірно до сильно потовщене. Стебла прямовисні або висхідні, 5–20 см, від шовковистих  до притиснуто-ворсистих. Листки протилежні; прилистки лінійні, 0.5–1 мм, щільно волосисті; ніжка листка 0.8–1.5 мм, вовниста; пластина яйцювата, основа асиметрична, напівсерцеподібна, краї цілі, вершина закруглена до гострої, поверхні вовнисті, жилкування непомітне. Квітки білі. Період цвітіння й плодоношення: цілий рік. Коробочки яйцеподібні, 1.4–1.8 × 1.4–1.7 мм, вовнисті. Насіння від сірого до жовтувато-коричневого, 4-кутове в поперечному перерізі, 1–1.2 × 0.4–0.6 мм, від гладкого до зморшкуватого або комірчастого.

## Поширення
Зростає у пн.-зх. Мексиці й пд.-зх. США (Аризона, Каліфорнія). Населяє скелясті схили, річища, від сухих до вологих ґрунтів; 400–1400 метрів.